# Gouverneur-generaal van de Mascarenen

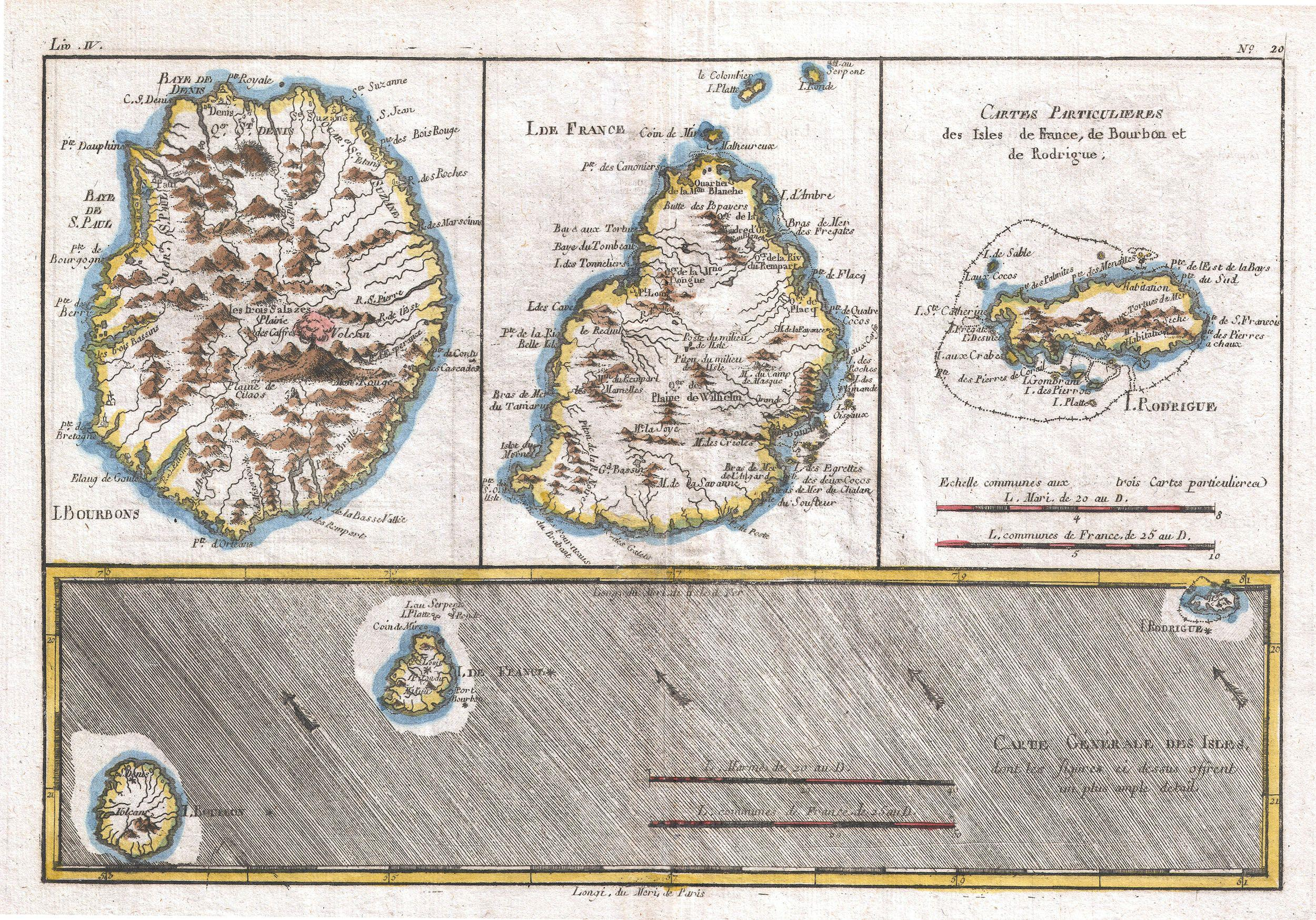
De drie Franse Mascarenen

De gouverneur-generaal van de Mascarenen (1735-1810) was een bestuurder van de Franse kolonie de Mascarenen. De kolonie bestond uit de 3 eilanden île Bourbon, île de France en îsle Rodrigues.
Aanvankelijk, in 1735, na het vertrek van de Nederlanders uit Nederlands-Mauritius, had de Franse Oost-Indische Compagnie volledige zeggenschap over de 3 eilanden. Vanaf 1767 benoemde de Franse Kroon echter de gouverneur-generaal voor deze kolonie. De gouverneur-generaal werd bijgestaan door de intendant van de Mascarenen, een functie gecreëerd door de Franse Kroon. De intendant was verantwoordelijk voor de handel, in het bijzonder de slavenhandel, alsook voor de bevoorrading voor de kolonisten en de taksen. Daarnaast werd de gouverneur-generaal bijgestaan door de afzonderlijke gouverneurs van île Bourbon en île de France. Beide gouverneursposten konden ook gecombineerd worden door één persoon.
De eerste gouverneur-generaal was Bertrand François Mahé, graaf van La Bourdonnais, in dienst van de Franse Oost-Indische Compagnie (1735-1747). De laatste gouverneur-generaal was Charles Decaen, in dienst van keizer Napoleon I Bonaparte (1803-1810). Decaen gaf de eilanden over aan de Britten.

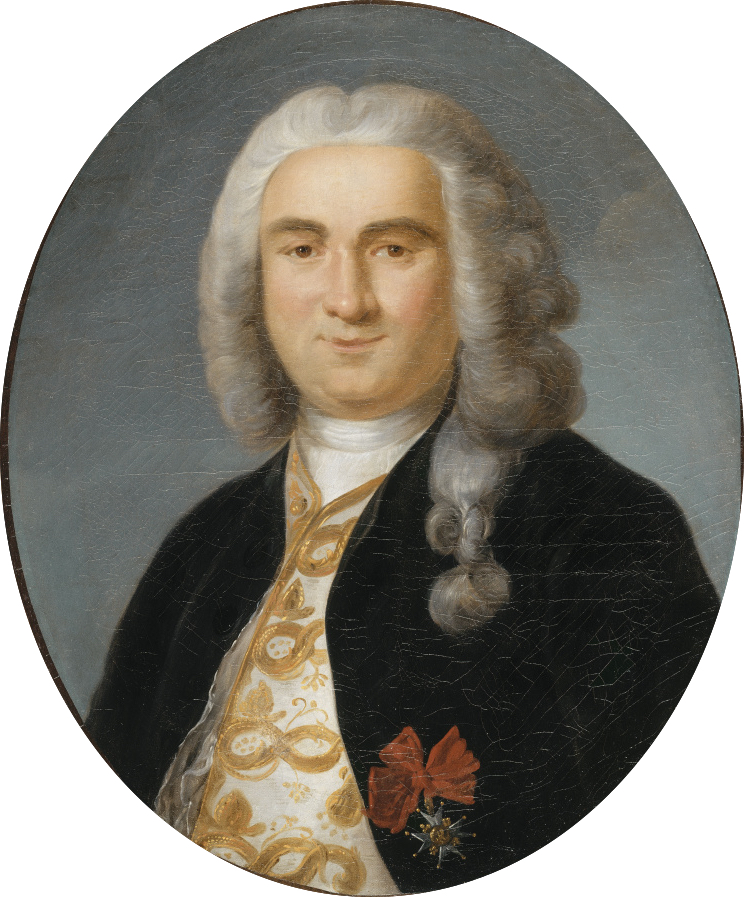
Mahé, graaf van La Bourdonnais, eerste gouverneur-generaal
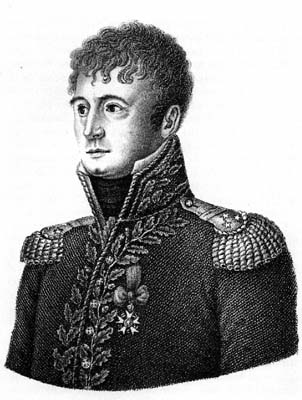
Decaen, laatste gouverneur-generaal